# پونتا سن ماتئو
پونتا سن ماتئو (به ایتالیایی: Punta San Matteo) یک کوه در ایتالیا است که در لمباردی واقع شده‌است. پونتا سن ماتئو ۳٬۶۷۸ متر بالاتر از سطح دریا واقع شده‌است.